# Чемпионат Чехии по кёрлингу среди женщин
Чемпионат Чехии по кёрлингу среди женщин (чеш. MČR žen) — ежегодное соревнование чешских женских команд по кёрлингу. Проводится с 1991 года. Организатором является Ассоциация кёрлинга Чехии (чеш. Český Svaz Curlingu).
Победитель чемпионата получает право до следующего чемпионата представлять Чехию на международной арене как её женская сборная по кёрлингу.

## Годы и команды-призёры
Составы команд показаны в порядке: четвёртый, третий, второй, первый, запасной, тренер; скипы выделены полужирным шрифтом.
| Год  | Золото | Серебро | Бронза |
| ---- | --- | --- | --- |
| 1991 | Bohemian CC (BCC) Veronika Svobodová, Eva Šenfeldová, Lenka Šafránková, Andrea Sotorníková                                                                              | CC Zbraslav (Zbraslav Z) Monika Havlová, Helena Mašková, Alexandra Klímová, Štěpánka Adamčíková, запасные: Klára Nováková, Irena Vodáková          | CC Savona (CC Savona Ž) Marcela Neumannová, Milena Břízová, Alena Samueliová, Jana Břízová, запасной: Milena Vojtušová                               |
| 1992 | Bohemian CC (BCC) Veronika Svobodová, Eva Šenfeldová, Lenka Šafránková, Pavla Rubášová, запасной: Andrea Sotorníková                                                    | CC Savona (CC Savona Ž) Marcela Neumannová, Milena Břízová, Alena Samueliová, Jana Břízová, запасной: Helena Šulcová                               | CC Zbraslav 1 (Zbraslav 1) Alexandra Klímová, Jaroslava Koucká, Štěpánka Adamčíková, Zdenka Řípová                                                   |
| 1993 | CC Citadela Eva Šenfeldová, Lenka Šafránková, Pavla Rubášová, Andrea Sotorníková, запасной: Jaroslava Koucká                                                            | CC Savona 1 состав команды в источнике не указан                                                                                                   | CC Yetti 1 состав команды в источнике не указан |
| 1994 | CC Citadela Eva Petráková, Lenka Šafránková, Pavla Rubášová, Věra Růžková, запасной: Jana Svobodová                                                                     | CC SVD Montaž Renée Lepšíková, Renáta Kubínová, Jitka Papežová, Monika Kubínová                                                                    | Bohemian CC M Monika Havlová, Kateřina Jurková, Гана Шпинькова, Marcela Maxová                                                                       |
| 1995 | CC Montaž Renée Lepšíková, Renáta Kubínová, Monika Kubínová, Jitka Papežová, Simona Vlčková                                                                             | CK Zlatá Praha Dagmar Šedivá, Helena Vošická, Veronika Povolná, Jana Zikmundová, запасной: Michaela Brožová                                        | Bohemian CC S Alexandra Klímová, Dana Janoušková, Štěpánka Adamčíková, Hana Bolardtová, запасной: Helena Holakovská                                  |
| 1996 | CC Citadela Lenka Šafránková, Eva Petráková, Pavla Rubášová, Věra Růžková, запасной: Jaroslava Koucká                                                                   | Bohemian CC H Гана Шпинькова, Monika Klímová, Marcela Maxová, Eva Dvořáková                                                                        | CC Montaž Renée Lepšíková, Renáta Kubínová, Jitka Papežová, Simona Vlčková, Monika Maršálová                                                         |
| 1997 | CC Citadela Lenka Šafránková, Eva Petráková, Pavla Rubášová, Věra Růžková, запасные: Helena Holakovská, Jana Pleskačová, Slavěna Podloucká                              | CC Aritma 2 Jana Linhartová, Michaela Murínová, Petra Murínová, Mirka Krolopová                                                                    | Bohemian CC H Гана Шпинькова, Monika Klímová, Marcela Maxová, Eva Dvořáková, запасной: Hana Plzáková                                                 |
| 1998 | CC Montaž Renée Lepšíková, Renáta Kubínová, Jitka Papežová, Simona Wrightová                                                                                            | CC Letící Kameny Praha 1 Гана Шпинькова, Monika Klímová, Hana Plzáková, Eva Dvořáková                                                              | CC Aritma 2 Jana Linhartová, Michaela Murínová, Petra Murínová, Irena Laštovková                                                                     |
| 1999 | CC Citadela Lenka Šafránková, Eva Petráková, Pavla Rubášová, Věra Růžková, запасные: Helena Holakovská, Slavěna Podloucká, Jana Pleskačová                              | CC Aritma 2 Jana Linhartová, Michaela Murínová, Petra Murínová, Irena Laštovková                                                                   | CK Montaž Renée Lepšíková, Renáta Kubínová, Jitka Papežová, Simona Wrightová, запасной: Monika Maršálová                                             |
| 2000 | CC Kolibris 2 Eva Štampachová, Šárka Doudová, Гана Синачкова, Vendula Blažková, запасные: Martina Budělovská, Barbora Novotná, Gabriela Novotná                         | CC Letící Kameny Гана Чехова, Hana Plzáková, Lucie Říhová, Eva Dvořáková, запасные: Monika Klímová, Marcela Hložánková                             | CC Savona 1 Renée Lepšíková, Kateřina Lepšíková, Milena Vojtušová, Alena Samueliová, запасной: Helena Šulcová                                        |
| 2001 | CC Citadela Pavla Rubášová, Věra Netušilová, Lenka Šafránková, Eva Petráková, запасные: Jana Pechková, Vlastimila Strnadová                                             | CC Savona 1 Renée Lepšíková, Гана Синачкова, Milena Vojtušová, Alena Samueliová                                                                    | CC Kolibris 2 Eva Štampachová, Šárka Doudová, Barbora Novotná, Vendula Blažková, запасной: Gabriela Novotná                                          |
| 2002 | CC Citadela Pavla Rubášová, Věra Netušilová, Lenka Šafránková, Eva Petráková, запасной: Jana Pechková                                                                   | CC Kolibris 2 Eva Štampachová, Šárka Doudová, Barbora Novotná, Vendula Blažková, запасной: Eva Seifertová                                          | CC Aritma 2 Petra Murínová, Michaela Murínová, Helena Řípová, Jana Linhartová, запасные: Kristýna Fenclová, Renée Lepšíková                          |
| 2003 | Citadela Pavla Rubášová, Lenka Šafránková, Eva Petráková, Věra Netušilová, запасной: Jana Pechková                                                                      | CC Savona L Гана Синачкова, Ленка Китцбергерова, Каролина Пиларова, Jana Jelínková, запасной: Ленка Кучерова                                       | Kolibris 1 Vendula Blažková, Jana Beránková, Kateřina Pavlíková, Irena Polívková, запасной: Tereza Matásková                                         |
| 2004 | CC Savona L Гана Синачкова, Ленка Китцбергерова, Ленка Кучерова, Jana Jelínková, запасной: Каролина Пиларова                                                            | Kolibris 2 Šárka Doudová, Eva Štampachová, Михала Соуградова, Eva Seifertová, запасной: Anna Cermanová                                             | CC Aritma 2Ž Jana Nováková, Michaela Murínová, Renée Lepšíková, Petra Murínová, запасной: Kristýna Fenclová                                          |
| 2005 | Savona H Гана Синачкова, Ivana Danielisová, Ленка Кучерова, Каролина Пиларова                                                                                           | Hungary Ž Ильдико Секереш, Александра Береш, György Nagy, Krisztina Bartalus                                                                       | Kolibris 2 Eva Štampachová, Михала Соуградова, Eva Seifertová, Iveta Janatová                                                                        |
| 2006 | Savona H Гана Синачкова, Ivana Danielisová, Ленка Кучерова, Каролина Пиларова                                                                                           | Dion SJ Катержина Урбанова, Ленка Черновска, Яна Шиммерова, Dana Chabičovská, запасной: Зузана Гайкова                                             | Aritma 3 Анна Кубешкова, Тереза Плишкова, Луиза Иллькова, Вероника Гердова, запасной: Элишка Яловцова, тренер: Карел Кубешка                         |
| 2007 | Dion SJ Катержина Урбанова, Ленка Черновска, Яна Шафарикова, Dana Chabičovská, запасной: Яна Шиммерова                                                                  | Wallis Ильдико Секереш, Александра Береш, György Nagy, Богларка Адам                                                                               | Savona H Гана Синачкова, Ivana Danielisová, Ленка Кучерова, Каролина Пиларова, тренер: Суне Фредериксен                                              |
| 2008 | Dion SJ Катержина Урбанова, Ленка Черновска, Яна Шафарикова, Яна Шиммерова, запасной: Dana Chabičovská, тренер: Vlastimil Vojtuš                                        | Savona H Гана Синачкова, Ivana Danielisová, Pavla Rubášová, Каролина Пиларова, запасной: Ленка Кучерова, тренер: Суне Фредериксен                  | Zbraslav D Линда Климова, Michaela Nádherová, Камила Мошова, Kristýna Feistová, запасной: Kristýna Kovaříková                                        |
| 2009 | Savona H Гана Синачкова, Ленка Китцбергерова, Pavla Rubášová, Ленка Кучерова, запасной: Каролина Пиларова                                                               | Aritma 3 Анна Кубешкова, Тереза Плишкова, Луиза Иллькова, Элишка Яловцова, запасной: Вероника Гердова, тренер: Карел Кубешка                       | Dion SJ Яна Шафарикова, Ленка Черновска, Зузана Гайкова, Катержина Урбанова, запасной: Dana Chabičovská, тренер: Vladimír Černovský                  |
| 2010 | Aritma 3 Анна Кубешкова, Тереза Плишкова, Луиза Иллькова, Вероника Гердова, тренер: Карел Кубешка                                                                       | Dion SJ Линда Климова, Ленка Черновска, Яна Шафарикова, Камила Мошова, запасной: Сара Ягодова, тренер: Vladimír Černovský                          | Savona M Мартина Стрнадова, Зузана Гайкова, Iveta Janatová, Eva Málková, тренер: Радек Богач                                                         |
| 2011 | Dion SJ Линда Климова, Камила Мошова, Ленка Черновска, Сара Ягодова, запасной: Яна Шафарикова, тренер: Катержина Урбанова                                               | Savona M Мартина Стрнадова, Зузана Гайкова, Iveta Janatová, Eva Málková, тренер: Радек Богач                                                       | Kolibris 2 Eva Štampachová, Михала Соуградова, Klára Boušková, Eva Seifertová, запасной: Anna Urbanová                                               |
| 2012 | Dion SJ Линда Климова, Камила Мошова, Ленка Черновска, Катержина Урбанова, тренер: Vladimír Černovský                                                                   | Savona M Мартина Стрнадова, Зузана Гайкова, Iveta Janatová, Eva Málková, тренер: Радек Богач                                                       | Savona H Гана Синачкова, Ленка Китцбергерова, Каролина Фредериксен, Michaela Nádherová                                                               |
| 2013 | Aritma 3 Анна Кубешкова, Тереза Плишкова, Клара Сватонёва, Вероника Гердова, тренер: Карел Кубешка                                                                      | Zbraslav W Линда Климова, Камила Мошова, Pavla Prokšíková, Катержина Урбанова, запасной: Kateřina Samueliová, тренер: Tomáš Válek                  | Savona H Гана Синачкова, Ленка Китцбергерова, Michaela Nádherová, Каролина Фредериксен, запасной: Eliška Srnská, тренер: Суне Фредериксен            |
| 2014 | Zbraslav W Линда Климова, Камила Мошова, Катержина Урбанова, Kateřina Samueliová, тренер: Давид Шик                                                                     | Liboc 3 Анна Кубешкова, Тереза Плишкова, Клара Сватонёва, Альжбета Баудишова, запасной: Вероника Гердова, тренер: Карел Кубешка                    | Savona H Гана Синачкова, Ленка Китцбергерова, Michaela Nádherová, Каролина Фредериксен, запасной: Eliška Srnská, тренер: Суне Фредериксен            |
| 2015 | Liboc 3 Анна Кубешкова, Тереза Плишкова, Клара Сватонёва, Альжбета Баудишова, тренер: Карел Кубешка                                                                     | Savona M Eva Málková, Iveta Janatová, Петра Винсова, Martina Kajanová                                                                              | Zbraslav W Линда Климова, Камила Мулацова, Зузана Гайкова, Kateřina Samueliová, запасной: Катержина Урбанова, тренер: Давид Шик                      |
| 2016 | Liboc 3 Анна Кубешкова, Альжбета Баудишова, Тереза Плишкова, Эжен Колчевская, запасной: Клара Сватонёва, тренер: Карел Кубешка                                          | PLC LEDO Яна Начерадская, Barbora Vojtušová, Monika Podrábská, Dana Chabičovská                                                                    | Savona H Мартина Стрнадова, Ленка Китцбергерова, Michaela Nádherová, Каролина Фредериксен, запасной: Eliška Srnská, тренер: Якуб Бареш               |
| 2017 | Liboc 3 Анна Кубешкова, Альжбета Баудишова, Тереза Плишкова, Клара Сватонёва, запасной: Эжен Колчевская, тренер: Карел Кубешка                                          | Savona H Michaela Nádherová, Мартина Стрнадова, Eliška Srnská, Каролина Фредериксен, запасной: Ленка Китцбергерова, тренер: Якуб Бареш             | Zbraslav W Линда Климова, Зузана Гайкова, Alena Krofiková, Катержина Урбанова, запасной: Kateřina Samueliová                                         |
| 2018 | Liboc 3 Анна Кубешкова, Альжбета Баудишова, Тереза Плишкова, Клара Сватонёва, запасной: Эжен Колчевская, тренер: Карел Кубешка                                          | Savona M Петра Винсова, Eva Málková, Михаэла Баудишова, Iveta Janatová, запасной: Martina Kajanová                                                 | Savona H Michaela Nádherová, Ленка Китцбергерова, Гана Синачкова, Мартина Стрнадова, запасной: Eliška Srnská, тренер: Каролина Фредериксен           |
| 2019 | Liboc 3 Анна Кубешкова, Альжбета Баудишова, Тереза Плишкова, Эжен Колчевская, запасной: Eliška Soukupová, тренер: Карел Кубешка                                         | Zbraslav W Зузана Паулова, Michaela Nádherová, Kateřina Rabochová, Катержина Урбанова, запасной: Alena Krofiková                                   | Savona H Линда Климова, Гана Синачкова, Luisa Klímová, Каролина Фредериксен, запасной: Мартина Стрнадова, тренер: Radek Klíma                        |
| 2020 | Liboc 3 Анна Кубешкова, Альжбета Баудишова, Михаэла Баудишова, Эжен Колчевская, запасной: Петра Винсова, тренер: Карел Кубешка                                          | Savona H Гана Синачкова, Каролина Фредериксен, Eliška Srnská                                                                                       | Savona M Eva Miklíková, Eliška Soukupová, Markéta Taberyová, запасной: Lenka Hronová                                                                 |
| 2021 | чемпионат не проводился из-за пандемии COVID-19 | чемпионат не проводился из-за пандемии COVID-19 | чемпионат не проводился из-за пандемии COVID-19 |
| 2022 | Liboc 3 Анна Кубешкова, Эжен Колчевская, Альжбета Баудишова, Михаэла Баудишова, запасные: Клара Сватонёва, Петра Винсова, тренер: Карел Кубешка                         | Savona H Гана Синачкова, Мартина Стрнадова, Eliška Srnská, Каролина Фредериксен, запасной: Линда Климова                                           | Ledolamky Karolína Špundová, Zuzana Pražáková, Denisa Poštová, Andrea Krupanská, запасные: Kristina Podrábská, Ema Kotková, тренер: Марек Черновский |
| 2023 | Liboc 3 Aneta Müllernová, Альжбета Анна Зелингрова, Клара Сватонёва, Михаэла Баудишова, запасные: Анна Кубешкова, Эжен Колчевская, Петра Винсова, тренер: Карел Кубешка | Savona H Гана Синачкова, Мартина Стрнадова, Eliška Srnská, Каролина Фредериксен, запасные: Линда Климова, Lenka Vokounová                          | Savona M Eliška Soukupová, Яна Начерадская, Eva Miklíková, Lenka Hronová, Sabina Horská, Iveta Janatová, Markéta Taberyová                           |
| 2024 | Liboc 3 Анна Кубешкова, Альжбета Анна Зелингрова, Михаэла Баудишова, Karolína Špundová, запасные: Aneta Müllernová, Клара Сватонёва, тренер: Карел Кубешка              | Savona H Каролина Фредериксен, Линда Немчокова, Zuzana Pražáková, Eliška Srnská, запасные: Мартина Стрнадова, Lenka Vokounová, тренер: Radek Klima | Savona M Lenka Hronová, Iveta Janatová, Яна Начерадская, Eliška Candra Soukupová, запасной: Петра Климова, тренер: Michal Vojtuš                     |
| 2025 | Liboc 3 Михаэла Баудишова, Альжбета Анна Зелингрова, Aneta Müllernová, Karolína Špundová, запасной: Анна Кубешкова                                                      | Savona H Каролина Фредериксен, Zuzana Pražáková, Линда Немчокова, Гана Синачкова, запасной: Eliška Navrátilová, тренер: Radek Klima                | Kolibris 7 Tereza Baudyšová, Ema Polívková, Klára Baudyšová, Klára Koscelanská, запасной: Зузана Паулова, тренер: Milan Polívka                      |